# جو بيرسون
جو بيرسون (بالإنجليزية: Joe Pearson)‏ (19 سبتمبر 1877 - 1946) هو لاعب كرة قدم بريطاني (وحمل سابقاً جنسية المملكة المتحدة لبريطانيا العظمى وأيرلندا) في مركز الوسط. لعب مع أستون فيلا.